# آبشار فیئدر
آبشار فیئدر (به انگلیسی: Feather Falls) آبشاری است که در کشور ایالات متحده آمریکا واقع شده‌است و بلندترین ریزشگاه آن ۱۲۰ متر ارتفاع دارد. حوضهٔ آبریز این آبشار، رود فیئدر است.